# Franz Jäger

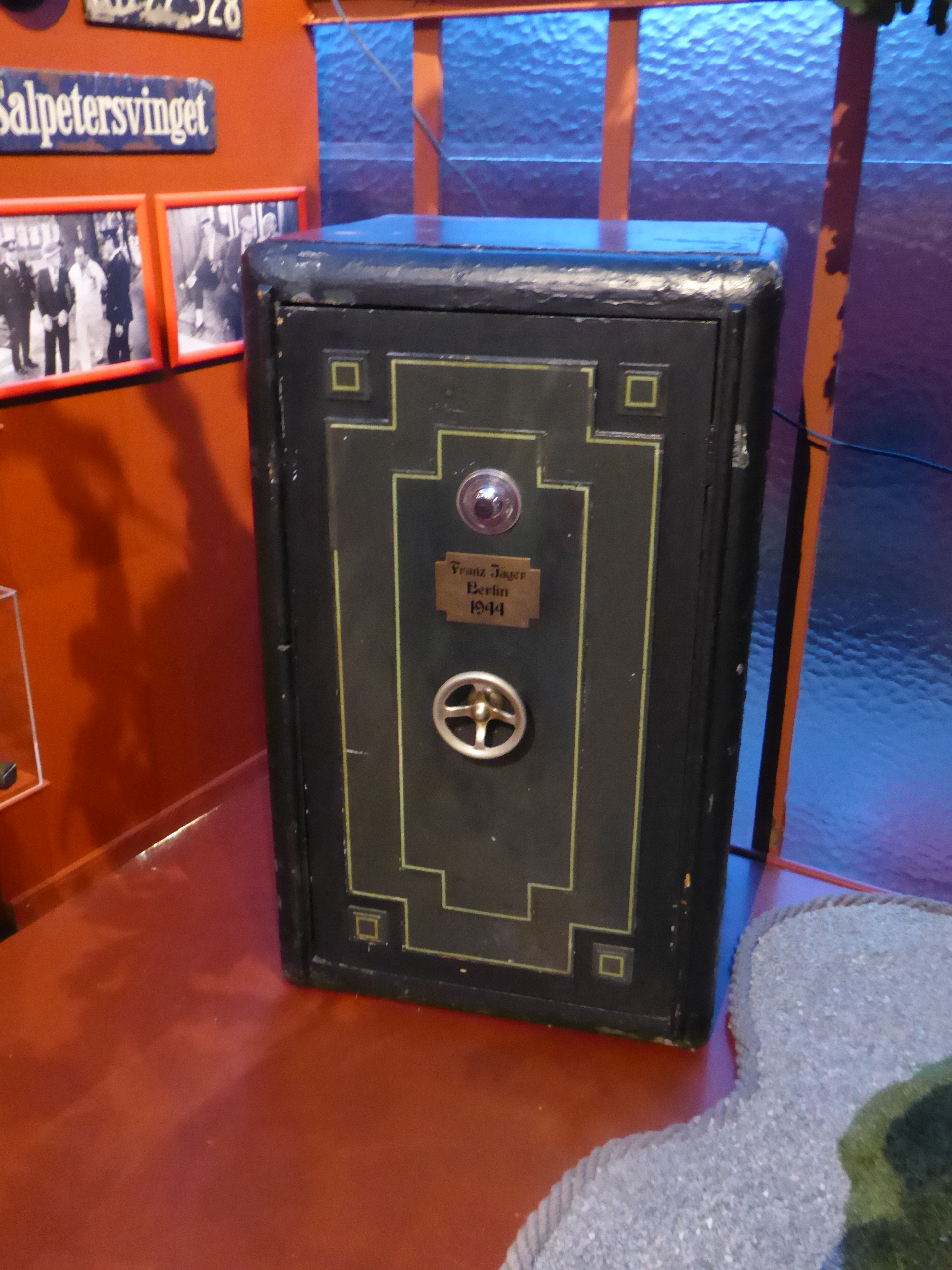
Franz Jäger-skåp från en av Olsen-banden-filmerna.

Franz Jäger är en fiktiv tysk firma som tillverkar kassaskåp, larmsystem, värdetransportbilar och en hel del övrig säkerhetsutrustning. Firmans kassaskåp förekommer för första gången i filmen Olsen-banden i Jylland (1971) och har sedan dess förekommit flitigt i danska filmserien Olsen-banden och dess motsvarigheter, norska Olsenbanden och svenska Jönssonligan.

## Fiktiv historik
Firman Franz Jäger ligger i Berlin där de troligen också tillverkar all sin utrustning. Att utrustningen är från just Berlin nämns också flera gånger i filmerna.
Franz Jäger tycks ha ett högt förtroende och deras utrustningar brukar ses som högklassiga i samhället. Ändå framgår det att kassaskåpen tycks öppnas ganska lätt med lite talk, ett par gummihandskar och ett stetoskop. Jönssonligans ledare Charles-Ingvar "Sickan" Jönsson har specialiserat sig på samtliga av Franz Jägers konstruktioner. Så pass mycket att polisen till och med ser det som ett kännetecken för just Jönssonligan om ett inbrott skett i någon av Franz Jägers utrustningar. Vanheden kallar Franz Jäger för "gamle franz" i en av filmerna för att poängtera hur välkänt märket är för dem.
Det framgår i filmerna att Franz Jäger har existerat under en längre tid. I vissa fall har inbrotten nämligen skett i äldre kassaskåp från 1930-talet. Men Franz Jäger har också byggt betydligt modernare konstruktioner med bland annat laser och som styrs elektroniskt. Det förekommer även större värdetransportbilar för sedlar där lås styrs via dator och öppnas därmed.

## I verkligheten
I den sydkoreanska actionfilmen The Good, the Bad, the Weird från 2008 omnämns Franz Jäger på ett kassaskåp under namnet "Franz Jäger Moskva 1925".
I spelet Payday 2 från 2013, en förstapersonsskjutare skapat av Overkill Software som fokuserar på att utföra olika rån och andra kriminella aktiviteter, nämns i uppdraget "Counterfeit" ett "Franz Jäger" kassaskåp. I ett set från Lego, 4512 Cargo Train finns ett kassaskåp av märket Franz Jäger.
Kommunalrådet Lena har ett kassaskåp av märket Franz Jäger i SVT:s julkalender Snödrömmar från 2024.
I den norska TV-serien Exit från 2019 har svenske Adam Veile ett kassaskåp av märket Franz Jäger.